# Barbados i olympiska sommarspelen 1972
Barbados deltog i de olympiska sommarspelen 1972 med en trupp bestående av 13 deltagare, åtta män och fem kvinnor, men ingen av landets deltagare erövrade någon medalj.